# Kurt Hodapp
Kurt Hodapp (* 22. März 1930 in Lenzkirch) ist ein deutscher Ingenieur für Hochbau, Oberamtsrat a. D. und Heimatforscher.

## Leben
Kurt Hodapp veröffentlichte zahlreiche Schriften zur Geschichte und Landeskunde im Südschwarzwald. Aufsätze schrieb er u. a. für die Jahrbücher des Geschichtsverein Hochrhein.

## Veröffentlichungen (Auswahl)
- Die Baugeschichte des Rathauses zu Lenzkirch: e. Beitr. zur Heimatgeschichte Selbstverlag, Lenzkirch, 1969
- Die Schule zu Lenzkirch in Fürstenbergischer Zeit : e. Beitr. zur Ortsgeschichte 1975, Gemeindeverwaltung Lenzkirch (Hrsg.)
- Der Flügelaltar von 1478/79 und das Steinrelief zu Grünwald. Freiburg (Breisgau) Landesverein Badische Heimat (Hrsg.), Sonderdruck, 1979
- Kolumban Kaiser: (1753–1824); die Familien- und Lebensgeschichte eines Ortshelden, seine Tat am 4. April 1799 und deren historische Bewertung ; ein Beitrag zum 200jährigen Jubiläum und zur Ortsgeschichte von Lenzkirch. 1999.
- Baugeschichte der St.-Michaels-Kirche Höchenschwand : e. Beitr. zur Orts- u. Pfarrei-Geschichte u. zur Tätigkeit der staatlichen Bauverwaltung Selbstverlag, 1987.
- Graf Johann IV. von Habsburg-Laufenburg (ca. 1360–1408) : Korrektur und Ergänzung eines Lebensbildes. In: Badische Heimat (80), S. 399–417. 2000.

## Ehrungen
- 1. Preis zum 26. Landespreis für Heimatforschung Baden-Württemberg 2007.

Die Arbeit erschien unter dem Titel:
Beiträge zur Geschichte der Landgrafschaft Klettgau, Grafen von Sulz Gemeinde Jestetten (?), Teil A: Die Landgrafschaft Klettgau bis 1408, Waldshut, (Selbstverlag), Waldshut Hodapp 1998/99.
Es erschien  im Jahr 2000 der Teil B: Die Landgrafschaft Klettgau von 1408 bis 1687, Waldshut, (Selbstverlag) Hodapp, 2000. Ebenfalls (teils?) gedruckt in: Heimat am Hochrhein Band XXXIV Jahrbuch des Landkreises Waldshut 2009, S. 86 bis 74. Landkreis Waldshut  (Hrsg.) Diese Arbeiten (und weitere?) fanden Eingang in:
Die Landgrafschaft: Herrschaft der Sulzer In: Das Jestetter Dorfbuch Altenburg und Jestetten in Geschichte und Gegenwart; Karl-Hellmuth Janke (Hrsg.) und Erich Danner (Hrsg.) im Auftrag der Gemeinde Jestetten.